# Albert Sluis
Albert Herman „Ab“ Sluis (* 26. November 1937 in Badhoevedorp, Huizen) ist ein ehemaliger niederländischer Radrennfahrer.

## Sportliche Laufbahn
Sluis war Teilnehmer der Olympischen Sommerspiele 1960 in Rom. Im olympischen Straßenrennen schied er beim Sieg von Wiktor Kapitonow aus. Im Mannschaftszeitfahren wurde er mit dem Vierer der Niederlande mit Jan Hugens, René Lotz und Lex van Kreuningen Vierter.
Als Amateur gewann er 1960 die Ronde van Noord-Holland vor Jan Janssen und bestritt das britische Milk-Race. 1961 wurde er Berufsfahrer im Radsportteam Helyett-Hutchinson.
In der Vuelta a España 1961 schied er aus.